# 미국 국립표준기술연구소

미국 국립표준기술연구소 로고

미국 국립표준기술연구소(美國 國立標準技術硏究所, 영어: National Institute of Standards and Technology, NIST)는 1901년부터 1988년까지 국립표준국(國立標準局, 영어: National Bureau of Standards, NBS)이라고 알려진 측정 표준 실험실로 미국 상무부 산하의 비규제 기관이다.
연구소의 공식적인 임무는 경제 안보를 강화하고, 삶의 질을 개선하는 방식으로 측정 과학, 표준 및 기술을 진보시켜 미국 혁신과 산업 경쟁력을 증진시키는 것이다.

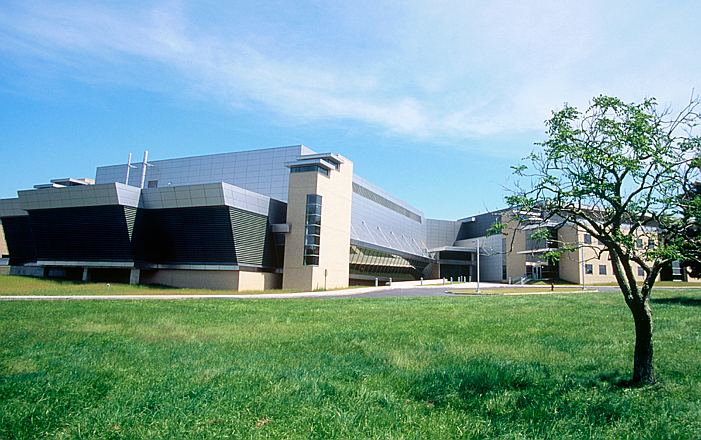
NIST AML 빌딩

NIST는 2007 회계년도(2006.10.1~2007.9.30)의 운영 예산이 약 8억4,330만 달러였다. NIST의 2009년 예산은 9억 9,200만 달러였지만, 미국 회복 및 재투자법의 일환으로 6억 1,000만 달러를 더 받았다.
NIST는 약 2,900명의 과학자, 공학자, 기술자, 지원 및 관리 직원을 고용하고 있다.
대략 1,800 NIST 준회원 (미국 회사와 외국의 객원 연구원과 공학자)이 직원을 보충한다.
게다가, NIST는 1,400명의 제조 전문가 및 전국 거의 350개 제휴 센터의 직원과 협력하고 있다.

## 같이 보기
- 한국표준과학연구원
- 무기결정구조데이터베이스(ICSD)
- 국제도량형국
- 국립소프트웨어참고도서관
- ISO 17025